# Веллі-Спрінгс (Каліфорнія)
Веллі-Спрінгс (англ. Valley Springs) — переписна місцевість (CDP) в США, в окрузі Калаверас штату Каліфорнія. Населення — 3779 осіб (2020).

## Географія
Веллі-Спрінгс розташоване за координатами 38°10′51″ пн. ш. 120°48′15″ зх. д. / 38.18083° пн. ш. 120.80417° зх. д. (38.180906, -120.804253).  За даними Бюро перепису населення США в 2010 році переписна місцевість мала площу 25,58 км², з яких 25,57 км² — суходіл та 0,01 км² — водойми.

## Демографія
Згідно з переписом 2010 року, у переписній місцевості мешкали 3553 особи в 1343 домогосподарствах у складі 1017 родин. Густота населення становила 139 осіб/км².  Було 1530 помешкань (60/км²).
Расовий склад населення:
| - 85,8 % — білих - 2,0 % — азіатів - 1,1 % — корінних американців - 1,0 % — чорних або афроамериканців - 0,2 % — вихідців з тихоокеанських островів - 5,0 % — осіб інших рас |

До двох чи більше рас належало 5,0 %. Частка іспаномовних становила 12,8 % від усіх жителів.
За віковим діапазоном населення розподілялося таким чином: 24,9 % — особи молодші 18 років, 57,7 % — особи у віці 18—64 років, 17,4 % — особи у віці 65 років та старші. Медіана віку мешканця становила 42,7 року. На 100 осіб жіночої статі у переписній місцевості припадало 98,0 чоловіків;  на 100 жінок у віці від 18 років та старших — 95,0 чоловіків також старших 18 років.
Середній дохід на одне домашнє господарство  становив 72 239 доларів США (медіана — 63 155), а середній дохід на одну сім'ю — 81 980 доларів (медіана — 69 167). За межею бідності перебувало 16,9 % осіб, у тому числі 2,3 % дітей у віці до 18 років та 6,6 % осіб у віці 65 років та старших.
Цивільне працевлаштоване населення становило 1450 осіб. Основні галузі зайнятості: роздрібна торгівля — 16,2 %, публічна адміністрація — 15,7 %, освіта, охорона здоров'я та соціальна допомога — 14,7 %.